# Porto do Forno
O Porto do Forno está localizado na extremidade norte da Praia dos Anjos, junto ao morro da Fortaleza, no município de Arraial do Cabo, parte sudeste do litoral do estado do Rio de Janeiro, e foi inaugurado em 1972.
Depois de municipalizado, o Porto do Forno passou por uma reestruturação, após anos de decadência. Em 1999, passou a ser administrado pela Companhia Municipal de Administração Portuária, (COMAP) criada pelo município de Arraial do Cabo.
Atualmente, o porto além de servir para o escoamento do sal da região, é base para navios que vão para a exploração do petróleo nas bacias de Campos e Santos, tendo em vista que a cidade de Arraial do Cabo marca o limite das duas bacias e fica equidistante das cidades de Santos, no litoral paulista, e Campos dos Goytacazes, no norte fluminense, além de ser o último ponto do litoral sul brasileiro e marcar o início do litoral leste brasileiro, além de marcar o fim da região geográfica do Cone Sul.
Em 2008, o porto ganhou concessão ambiental do Ibama para futuras explorações, e hoje abriga a megaestrutura kugira da empresa espanhola Acciona, que serve para a construções de estruturas de concreto para o Superporto do Açu, construído pela EBX do empresário Eike Batista, em São João da Barra, no litoral norte fluminense.